# Chū Ishikawa
Chū Ishikawa (石川忠, Ishikawa Chū), né le 6 février 1966 et mort le 21 décembre 2017, est un compositeur et musicien japonais, surtout connu pour ses bandes son de nombreux films de Shin'ya Tsukamoto et Takashi Miike. Il fonde également les groupes de musique industrielle Der Eisenrost (en) et Zeitlich Vergelter.

## Musiques de films
- Tetsuo: The Iron Man (1989)
- Tetsuo II: Body Hammer (1992)
- Tokyo Fist (1995)
- Fudoh: The New Generation (1996)
- Bullet Ballet (1998)
- Gemini (1999)
- Dead or Alive 2: Birds (2000)
- A Snake of June (2002)
- Vital (2004)
- Haze (2005)
- Nightmare Detective (2006)
- Nightmare Detective II (2008)
- Tetsuo: The Bullet Man (2010)